# The Bare Bones Tour
The Bare Bones Tour è il tour musicale a supporto dell'album Bare Bones pubblicato il 16 novembre 2010 dal cantante rock canadese Bryan Adams.
Il tour ha continuità con il precedente 11 Tour / Acoustic Show include date per il Waking Up The Neighbours 20th Anniversary Tour 2011-2012.
Ad accompagnare al pianoforte il cantautore, compare il membro della sua band Gary Breit. L'album Bare Bones diviene disco d'oro in India, dove ha un enorme seguito, confermato dal grande successo del tour di febbraio 2011, dove si è esibito a Pune, Mumbai, Bangalore, Nuova Delhi (data annullata per motivi di ordine pubblico) e Hyderabad. All'ultimo concerto asiatico, tenuto a Katmandu (Nepal), hanno assistito circa 20.000 persone.
Nel settembre 2011 il tour acustico vola in Australia, dove svolge 8 concerti presso teatri di Melbourne, Sydney, Brisbane e Newcastle. Il 24 novembre 2011 presso la Metro Radio Arena di Newcastle è partito un mini tour "Waking Up The Neighbours 20º Anniversary Tour", il tour si è svolto in 12 città in Gran Bretagna quasi tutte sold out, fra cui Glasgow, Liverpool, Manchester, per chiudersi in data 8 dicembre 2011 presso O2 Arena di Londra.
Il 15 dicembre 2011 presso il Pavilhão Atlântico di Lisbona, sold out da oltre 3 mesi, si chiude un anno ricco di concerti in tutto il mondo, seguito da migliaia di spettatori. Il 2012, è caratterizzato da un numero considerevole di concerti, principalmente nei tour nel Nord America ed Europa, che vedono Bryan e band impegnati in molti paesi: Stati Uniti d'America, Giappone, Canada, Francia, Paesi Bassi, Belgio, Germania, Svizzera, Portogallo, Russia, Lituania, Lettonia, Austria, Polonia, Repubblica Ceca, Slovacchia, Ungheria, Svezia, Norvegia, Danimarca e Messico.
Il 29 ottobre 2012 ha effettuato presso la Royal Albert Hall di Londra un concerto acustico; il giorno prima aveva effettuato un concerto acustico presso The Olympia Theatre di Dublino.
Il 10 luglio 2013 si esibisce a Lucca per il Lucca Summer Festival.

## The Bare Bones Tour 2010 U.S.A. -(date)
| Numero | Data       | Luogo                                                      | Bandiera               | Nazione |
| ------ | ---------- | ---------------------------------------------------------- | ---------------------- | ------- |
| 1      | 19/02/2010 | Rapid City, Dakota del Sud                                 | Stati Uniti (bandiera) | USA     |
| 2      | 20/02/2010 | Fargo, Dakota del Nord, Festival Concert Hall              | Stati Uniti (bandiera) | USA     |
| 3      | 21/02/2010 | Bismarck, Dakota del Nord, Campana Mehus Auditorium        | Stati Uniti (bandiera) | USA     |
| 4      | 22/02/2010 | Sioux Falls, Dakota del Sud, Washington Pavilion           | Stati Uniti (bandiera) | USA     |
| 5      | 23/02/2010 | Davenport, Iowa                                            | Stati Uniti (bandiera) | USA     |
| 6      | 24/02/2010 | Evansville, Indiana, Teatro Vittoria                       | Stati Uniti (bandiera) | USA     |
| 7      | 20/03/2010 | Greenvale, New York, Tilles Centre for Performing Arts     | Stati Uniti (bandiera) | USA     |
| 8      | 21/03/2010 | Burlington, Vermont, Flynn Center                          | Stati Uniti (bandiera) | USA     |
| 9      | 22/03/2010 | Rutland, Vermont, Paramount Theatre                        | Stati Uniti (bandiera) | USA     |
| 10     | 23/03/2010 | Allentown, Pennsylvania, Symphony Sala                     | Stati Uniti (bandiera) | USA     |
| 11     | 24/03/2010 | Greensboro, Carolina del Nord, Carolina Theatre            | Stati Uniti (bandiera) | USA     |
| 11     | 25/03/2010 | Montgomery, Alabama, Performing Arts Center                | Stati Uniti (bandiera) | USA     |
| 12     | 26/03/2010 | Fort Pierce, Florida, Alba Teatro                          | Stati Uniti (bandiera) | USA     |
| 13     | 27/03/2010 | Lakeland, Florida, Polk Theatre                            | Stati Uniti (bandiera) | USA     |
| 14     | 21/04/2010 | Cleveland, Ohio, Ohio Theater Playhouse Square             | Stati Uniti (bandiera) | USA     |
| 15     | 22/04/2010 | Buffalo, New York, Rockwell Sala                           | Stati Uniti (bandiera) | USA     |
| 16     | 23/04/2010 | Boston, Massachusetts, Berklee Theatre                     | Stati Uniti (bandiera) | USA     |
| 17     | 24/04/2010 | Lancaster, Pennsylvania, American Music Theater            | Stati Uniti (bandiera) | USA     |
| 18     | 25/04/2010 | Purchase, New York, Performing Arts Center Concert Hall    | Stati Uniti (bandiera) | USA     |
| 19     | 26/04/2010 | Morristown, New Jersey, Mayo Centro                        | Stati Uniti (bandiera) | USA     |
| 20     | 27/04/2010 | Canton, Ohio, Canton Theater                               | Stati Uniti (bandiera) | USA     |
| 21     | 10/05/2010 | Benton Harbor, Michigan, Mendel Centro                     | Stati Uniti (bandiera) | USA     |
| 22     | 11/05/2010 | Tiffin, Ohio, Ritz Theatre                                 | Stati Uniti (bandiera) | USA     |
| 23     | 12/05/2010 | Indianapolis, Indiana, Sala Egizia                         | Stati Uniti (bandiera) | USA     |
| 24     | 13/0572010 | Memphis, Tennessee, Germantown Performing Arts Center      | Stati Uniti (bandiera) | USA     |
| 25     | 14/05/2010 | Macon, Georgia, Grand Opera House                          | Stati Uniti (bandiera) | USA     |
| 26     | 15/05/2010 | Pensacola, Florida, Saenger Theatre                        | Stati Uniti (bandiera) | USA     |
| 27     | 16/05/2010 | Birmingham, Alabama, BJCC Theatre                          | Stati Uniti (bandiera) | USA     |
| 28     | 9/06/2010  | Concord, New Hampshire, Capitol Centre for the Arts        | Stati Uniti (bandiera) | USA     |
| 29     | 10/06/2010 | Orono, Maine                                               | Stati Uniti (bandiera) | USA     |
| 30     | 11/06/2010 | Providence, Rhode Island, Memorial Auditorium              | Stati Uniti (bandiera) | USA     |
| 31     | 12/06/2010 | Westhampton Beach, New York, WBPAC                         | Stati Uniti (bandiera) | USA     |
| 32     | 14/06/2010 | Binghamton, New York, Anderson Sala                        | Stati Uniti (bandiera) | USA     |
| 33     | 15/06/2010 | Frederick, Maryland, Weinberg Centro                       | Stati Uniti (bandiera) | USA     |
| 34     | 16/06/2010 | Williamsport, Pennsylvania                                 | Stati Uniti (bandiera) | USA     |
| 35     | 26/09/2010 | Santa Barbara, California, Performing Arts Center          | Stati Uniti (bandiera) | USA     |
| 36     | 27/09/2010 | San Diego, California, Spreckels Theater                   | Stati Uniti (bandiera) | USA     |
| 37     | 28/09/2010 | Phoenix, Arizona, Orpheum Theatre                          | Stati Uniti (bandiera) | USA     |
| 38     | 29/09/2010 | Albuquerque, Nuovo Messico, Kiva Auditorium                | Stati Uniti (bandiera) | USA     |
| 39     | 30/09/2010 | El Paso, Texas, Magoffin Auditorium                        | Stati Uniti (bandiera) | USA     |
| 40     | 1/10/2010  | San Antonio, Texas, Empire Theatre                         | Stati Uniti (bandiera) | USA     |
| 41     | 7/11/2010  | Redding, California, Cascade Theatre                       | Stati Uniti (bandiera) | USA     |
| 42     | 8/11/2010  | Reno, Nevada, Pioneer Centro                               | Stati Uniti (bandiera) | USA     |
| 43     | 9/11/2010  | St. George, Utah, Cox Auditorium                           | Stati Uniti (bandiera) | USA     |
| 44     | 10/11/2010 | Grand Junction, Colorado, Avalon Theatre                   | Stati Uniti (bandiera) | USA     |
| 45     | 11/11/2010 | Colorado Springs, Colorado, Pike Peak Centro               | Stati Uniti (bandiera) | USA     |
| 46     | 12/11/2010 | Cheyenne, Wyoming, Civic Center                            | Stati Uniti (bandiera) | USA     |
| 47     | 13/11/2010 | Kearney, Nebraska, Merryman Centro                         | Stati Uniti (bandiera) | USA     |
| 48     | 29/11/2010 | Sandusky, Ohio, Teatro di Stato                            | Stati Uniti (bandiera) | USA     |
| 49     | 30/11/2010 | Charleston, Virginia Occidentale, Clay Center for the Arts | Stati Uniti (bandiera) | USA     |
| 50     | 1/12/2010  | Pittsburgh, Pennsylvania, Byham Theatre                    | Stati Uniti (bandiera) | USA     |
| 51     | 2/12/2010  | Youngstown, Ohio, Edward Powers                            | Stati Uniti (bandiera) | USA     |
| 52     | 3/12/2010  | Dayton, Ohio, Victoria Theatre                             | Stati Uniti (bandiera) | USA     |
| 53     | 4/12/2010  | Jackson, Michigan, Potter Centro Music Hall                | Stati Uniti (bandiera) | USA     |
| 54     | 5/12/2010  | Saginaw, Michigan, Temple Theatre                          | Stati Uniti (bandiera) | USA     |
| 55     | 6/12/2010  | Grand Rapids, Michigan, Devos Performance Hall             | Stati Uniti (bandiera) | USA     |
| 56     | 7/12/2010  | Green Bay, Wisconsin, Weidner Centro                       | Stati Uniti (bandiera) | USA     |

### The Bare Bones Tour 2010 - Regno Unito / Irlanda  -(date)
| Numero | Data       | Luogo                                 | Bandiera               | Nazione     |
| ------ | ---------- | ------------------------------------- | ---------------------- | ----------- |
| 57     | 14/01/2010 | Dublino, Olympia Theatre              | Irlanda (bandiera)     | Irlanda     |
| 58     | 15/01/2010 | Dublino, Olympia Theatre              | Irlanda (bandiera)     | Irlanda     |
| 59     | 16/01/2010 | Londonderry / Derry, Forum Millennium | Irlanda (bandiera)     | Irlanda     |
| 60     | 17/01/2010 | Belfast, Waterfront Hall              | Irlanda (bandiera)     | Irlanda     |
| 61     | 18/01/2010 | Castlebar, Teatro Reale               | Irlanda (bandiera)     | Irlanda     |
| 62     | 19/01/2010 | Killarney, INEC                       | Irlanda (bandiera)     | Irlanda     |
| 63     | 20/01/2010 | Isola di Man, Sala Reale, Douglas     | Regno Unito (bandiera) | Regno Unito |
| 64     | 13/10/2010 | Bradford, St Georges                  | Regno Unito (bandiera) | Regno Unito |
| 65     | 14/10/2010 | Stoke-on-Trent, Victoria Hall         | Regno Unito (bandiera) | Regno Unito |
| 66     | 15/10/2010 | Birmingham, Alexandra Theatre         | Regno Unito (bandiera) | Regno Unito |
| 67     | 16/1072010 | Ipswich, Regent                       | Regno Unito (bandiera) | Regno Unito |
| 68     | 17/10/2010 | Manchester, The Lowry                 | Regno Unito (bandiera) | Regno Unito |
| 69     | 18/10/2010 | Gateshead, Salvia                     | Regno Unito (bandiera) | Regno Unito |
| 70     | 19/10/2010 | Glasgow, Royal Concert Hall           | -                      | Regno Unito |

### The Bare Bones Tour 2010 - Canada   -(date)
| Numero | Data       | Luogo                                                  | Bandiera          | Nazione |
| ------ | ---------- | ------------------------------------------------------ | ----------------- | ------- |
| 71     | 13/08/2010 | Edmonton, Alberta                                      | Canada (bandiera) | Canada  |
| 72     | 14/08/2010 | Regina, Saskatchewan, Conexus Arts Center              | Canada (bandiera) | Canada  |
| 73     | 15/08/2010 | Red Deer, Alberta, Memorial Center                     | Canada (bandiera) | Canada  |
| 74     | 17/08/2010 | Dawson Creek, Columbia Britannica, Ecana Events Center | Canada (bandiera) | Canada  |
| 75     | 18/08/2010 | Prince George, Columbia Britannica, CN Center          | Canada (bandiera) | Canada  |
| 76     | 19/08/2010 | Kelowna, Columbia Britannica, Prospera Place           | Canada (bandiera) | Canada  |
| 77     | 21/10/2010 | Vancouver, Columbia Britannica                         | Canada (bandiera) | Canada  |
| 78     | 28/11/2010 | Kitchener, Ontario, Center in the Square               | Canada (bandiera) | Canada  |

### The Bare Bones Tour 2010 - Sudafrica   -(date)
| Numero | Data       | Luogo                                 | Bandiera             | Nazione   |
| ------ | ---------- | ------------------------------------- | -------------------- | --------- |
| 79     | 9/07/2010  | Johannesburg, Coca Cola Dome          | Sudafrica (bandiera) | Sudafrica |
| 80     | 13/07/2010 | Città del Capo, Grand Arena           | Sudafrica (bandiera) | Sudafrica |
| 81     | 14/0772010 | Città del Capo, CTICC                 | Sudafrica (bandiera) | Sudafrica |
| 82     | 15/07/2010 | Port Elizabeth, Feather Market Center | Sudafrica (bandiera) | Sudafrica |
| 83     | 16/07/2010 | Durban, ICC Arena                     | Sudafrica (bandiera) | Sudafrica |
| 84     | 17/07/2010 | Windhoek, Safari Court Hotel          | Namibia (bandiera)   | Namibia   |
| 85     | 18/07/2010 | Johannesburg, Coca Cola Dome          | Sudafrica (bandiera) | Sudafrica |

### The Bare Bones Tour 2010 - Europa   -(date)
| Numero | Data       | Luogo                                 | Bandiera             | Nazione   |
| ------ | ---------- | ------------------------------------- | -------------------- | --------- |
| 86     | 21/05/2010 | Odense, Tusindarsskoven Stadium       | Danimarca (bandiera) | Danimarca |
| 87     | 22/05/2010 | Aarhus, Tangkrogen Stadium            | Danimarca (bandiera) | Danimarca |
| 88     | 23/05/2010 | Aalborg, Mølleparken Stadium          | Danimarca (bandiera) | Danimarca |
| 89     | 24/05/2010 | Hillerød, Stadium                     | Danimarca (bandiera) | Danimarca |
| 90     | 26/05/2010 | Tampere, Ratinan Stadium              | Finlandia (bandiera) | Finlandia |
| 91     | 27/05/2010 | Oslo, Sentrum Scene                   | Norvegia (bandiera)  | Norvegia  |
| 92     | 28/05/2010 | Kristiansand, Odderoyal Live Festival | Norvegia (bandiera)  | Norvegia  |

### The Bare Bones Tour 2010 - Medio Oriente  -(date)
| Numero | Data       | Luogo                                 | Bandiera                       | Nazione             |
| ------ | ---------- | ------------------------------------- | ------------------------------ | ------------------- |
| 93     | 13/12/2010 | Damasco, Congress Hall                | Siria (bandiera)               | Siria               |
| 94     | 14/12/2010 | Beirut, Forum de Beyrouth             | Libano (bandiera)              | Libano              |
| 95     | 16/12/2010 | Doha, Intercontinental Hotel West Bay | Qatar (bandiera)               | Qatar               |
| 96     | 17/12/2010 | Dubai, World Trade Center             | Emirati Arabi Uniti (bandiera) | Emirati Arabi Uniti |
| 97     | 18/12/2010 | Mascate, Intercontinental Hotel       | Oman (bandiera)                | Oman                |

## The Bare Bones Tour 2011 - Waking Up the Neighbours 20th Anniversary Tour - Regno Unito / Irlanda  -(date)
| Numero | Data       | Luogo                                            | Bandiera               | Nazione     |
| ------ | ---------- | ------------------------------------------------ | ---------------------- | ----------- |
| 1      | 8/06/2011  | Richmond (London), Hampton Court Palace Festival | Regno Unito (bandiera) | Regno Unito |
| 2      | 22/06/2011 | Cork, Live At The Marquee                        | Irlanda (bandiera)     | Irlanda     |
| 3      | 23/06/2011 | Dublino, The O2                                  | Irlanda (bandiera)     | Irlanda     |
| 4      | 24/0672011 | Belfast, Odyssey Arena                           | Irlanda (bandiera)     | Irlanda     |
| 5      | 24/11/11   | Metro Radio Arena, Newcastle                     | Regno Unito (bandiera) | Regno Unito |
| 6      | 25/11/11   | SECC, Glasgow, Scozia                            | -                      | Regno Unito |
| 7      | 26/11/11   | Exhibition Conference Centre, Aberdeen, Scozia   | -                      | Regno Unito |
| 8      | 28/11/11   | Echo Arena, Liverpool                            | Regno Unito (bandiera) | Regno Unito |
| 9      | 29/11/11   | Capital FM Arena, Nottingham                     | Regno Unito (bandiera) | Regno Unito |
| 10     | 30/11/11   | MEN Arena, Manchester                            | Regno Unito (bandiera) | Regno Unito |
| 11     | 01/12/11   | Motorpoint Arena, Sheffield                      | Regno Unito (bandiera) | Regno Unito |
| 12     | 03/12/11   | Motorpoint Arena, Cardiff, Galles                | -                      | Regno Unito |
| 13     | 04/12/11   | LG Arena, Birmingham                             | Regno Unito (bandiera) | Regno Unito |
| 14     | 05/12/11   | BIC, Bournemouth                                 | Regno Unito (bandiera) | Regno Unito |
| 15     | 07/12/11   | Brighton Center, Brighton                        | Regno Unito (bandiera) | Regno Unito |
| 16     | 08/12/11   | 02 Arena, Londra                                 | Regno Unito (bandiera) | Regno Unito |

### The Bare Bones Tour 2011 U.S.A. -(date)
| Numero | Data       | Luogo                                                      | Bandiera               | Nazione               |
| ------ | ---------- | ---------------------------------------------------------- | ---------------------- | --------------------- |
| 18     | 24/1/2011  | Troy, New York, Muisc Sala                                 | Stati Uniti (bandiera) | Stati Uniti d'America |
| 19     | 25/01/2011 | Ithaca, New York, Teatro di Stato                          | Stati Uniti (bandiera) | Stati Uniti d'America |
| 20     | 26/01/2011 | Lancaster, PA, American Music Theater                      | Stati Uniti (bandiera) | Stati Uniti d'America |
| 21     | 27/01/2011 | New York, NY, Beacon Theatre                               | Stati Uniti (bandiera) | Stati Uniti d'America |
| 22     | 28/01/2011 | New York, NY, Beacon Theatre                               | Stati Uniti (bandiera) | Stati Uniti d'America |
| 23     | 29/01/2011 | Baltimora, Maryland, France Merrick Performing Arts Center | Stati Uniti (bandiera) | Stati Uniti d'America |
| 24     | 12/03/2011 | Boston, MA, Wang Theatre                                   | Stati Uniti (bandiera) | Stati Uniti d'America |
| 25     | 13/03/2011 | Easton, PA, State Theatre Center for the Arts              | Stati Uniti (bandiera) | Stati Uniti d'America |
| 26     | 14/03/2011 | Wilmington, Delaware, Dupont Theater                       | Stati Uniti (bandiera) | Stati Uniti d'America |
| 27     | 15/03/2011 | Fornitura, N. Carolina, Odell Williamson Auditorium        | Stati Uniti (bandiera) | Stati Uniti d'America |
| 28     | 16/03/2011 | Savannah, GA,                                              | Stati Uniti (bandiera) | Stati Uniti d'America |
| 29     | 17/03/2011 | Greenville, SC, Peace Center                               | Stati Uniti (bandiera) | Stati Uniti d'America |
| 30     | 18/03/2011 | Atlanta, Georgia, Symphony Hall                            | Stati Uniti (bandiera) | Stati Uniti d'America |
| 31     | 8/04/2011  | San Francisco, California, The Warfield                    | Stati Uniti (bandiera) | Stati Uniti d'America |
| 32     | 9/04/2011  | Los Angeles, California, UCLA / Royce Hall                 | Stati Uniti (bandiera) | Stati Uniti d'America |
| 33     | 10/04/2011 | Bakersfield, CA, Majestic Fox Theatre                      | Stati Uniti (bandiera) | Stati Uniti d'America |
| 34     | 11/04/2011 | Hanford, CA, Fox Theater                                   | Stati Uniti (bandiera) | Stati Uniti d'America |
| 35     | 12/0472011 | Sacramento, California, Crest Theatre                      | Stati Uniti (bandiera) | Stati Uniti d'America |
| 36     | 13/0472011 | Salem, ORE, Elsinore Theatre                               | Stati Uniti (bandiera) | Stati Uniti d'America |
| 37     | 14/04/2011 | Yakima, WA, Capitol Theatre                                | Stati Uniti (bandiera) | Stati Uniti d'America |
| 38     | 15/04/2011 | Medford, OR, Il Cretaceo                                   | Stati Uniti (bandiera) | Stati Uniti d'America |
| 39     | 16/04/2011 | Seattle, Washington, Paramount Theatre                     | Stati Uniti (bandiera) | Stati Uniti d'America |
| 40     | 5/08/2011  | Peachtree, Georgia, Il Fred                                | Stati Uniti (bandiera) | Stati Uniti d'America |
| 41     | 6/08/2011  | Biloxi, Mississippi, Imperial Palace                       | Stati Uniti (bandiera) | Stati Uniti d'America |
| 42     | 7/08/2011  | Huntsville, Alabama, Von Braun Center                      | Stati Uniti (bandiera) | Stati Uniti d'America |
| 43     | 8/08/2011  | Augusta, Georgia, Teatro Imperiale                         | Stati Uniti (bandiera) | Stati Uniti d'America |
| 44     | 9/08/2011  | Orlando, Florida, Plaza Theater                            | Stati Uniti (bandiera) | Stati Uniti d'America |
| 45     | 10/08/2011 | Clearwater, Florida, Ruth Eckerd Sala                      | Stati Uniti (bandiera) | Stati Uniti d'America |
| 46     | 11/08/2011 | West Palm Beach, Florida, Kravis Center                    | Stati Uniti (bandiera) | Stati Uniti d'America |
| 47     | 6/10/2011  | Minneapolis, Minnesota, State Theatrer                     | Stati Uniti (bandiera) | Stati Uniti d'America |
| 48     | 7/10/2011  | Milwaukee, Wisconsin, Riverside Theater                    | Stati Uniti (bandiera) | Stati Uniti d'America |
| 49     | 8/10/2011  | Chicago, Illinois, Chicago Theatre                         | Stati Uniti (bandiera) | Stati Uniti d'America |
| 50     | 9/10/2011  | Springfield, MO, Gilloz Theater                            | Stati Uniti (bandiera) | Stati Uniti d'America |
| 51     | 12/10/2011 | Tuscaloosa, AL, Bama Theatre                               | Stati Uniti (bandiera) | Stati Uniti d'America |
| 52     | 13/10/2011 | Baton Rouge, Louisiana, River Center Perf Arts Theatre     | Stati Uniti (bandiera) | Stati Uniti d'America |
| 53     | 14/10/2011 | Beaumont, Texas, Jill Rogers Theater                       | Stati Uniti (bandiera) | Stati Uniti d'America |
| 54     | 15/10/2011 | Dallas, Texas, Majestic Theatre                            | Stati Uniti (bandiera) | Stati Uniti d'America |
| 55     | 29/10/2011 | Ft. Smith, AR, Arkansas Miglior PAC                        | Stati Uniti (bandiera) | Stati Uniti d'America |
| 56     | 30/10/2011 | Vicksburg, MS, City Auditorium                             | Stati Uniti (bandiera) | Stati Uniti d'America |
| 57     | 1/11/2011  | Springfield, ILL, Sangamon Auditorium                      | Stati Uniti (bandiera) | Stati Uniti d'America |
| 58     | 2/11/2011  | Springfield, ILL, Sangamon Auditorium                      | Stati Uniti (bandiera) | Stati Uniti d'America |
| 59     | 2/11/2011  | Ft Wayne, IN,Embassy Theatre                               | Stati Uniti (bandiera) | Stati Uniti d'America |
| 60     | 3/11/2011  | Cincinnati, Ohio, Taft Theatre                             | Stati Uniti (bandiera) | Stati Uniti d'America |

### The Bare Bones Tour 2011 - Waking Up The Neighbours 20th Anniversary Tour/ Europa  -(date)
| Numero | Data       | Luogo                             | Bandiera               | Nazione         |
| ------ | ---------- | --------------------------------- | ---------------------- | --------------- |
| 61     | 4/6/2011   | L'Aia, Royal Beach Concert        | Paesi Bassi (bandiera) | Paesi Bassi     |
| 62     | 4/06/2011  | Stoccolma, Grona Lund Tivoli      | Svezia (bandiera)      | Svezia          |
| 63     | 10/06/2011 | Gjøvik, Gjovik Stadion            | Norvegia (bandiera)    | Norvegia        |
| 64     | 11/06/2011 | Middelfart, Rock Under Broen      | Danimarca (bandiera)   | Danimarca       |
| 65     | 12/06/2011 | Berlino, Zitadell Spandau         | Germania (bandiera)    | Germania        |
| 66     | 13/06/2011 | Rybnik, Stadion Miejski W Rybníku | Polonia (bandiera)     | Polonia         |
| 67     | 17/06/2011 | Mönchengladbach, Hockey Park      | Germania (bandiera)    | Germania        |
| 68     | 18/06/2011 | Oberursel, Hessentag              | Germania (bandiera)    | Germania        |
| 69     | 19/06/2011 | Praga, 02 Arena                   | Rep. Ceca (bandiera)   | Repubblica Ceca |
| 70     | 7/07/2011  | Graz, SeeRock Festival            | Austria (bandiera)     | Austria         |
| 71     | 8/07/2011  | Bad Mergentheim, Schlosshof       | Germania (bandiera)    | Germania        |
| 72     | 9/07/2011  | Werchter, TW Classic              | Belgio (bandiera)      | Belgio          |
| 73     | 14/07/2011 | Klam, Burg Clam Castle            | Austria (bandiera)     | Austria         |
| 74     | 15/07/2011 | Dornbirn, Messehalle              | Austria (bandiera)     | Austria         |
| 75     | 16/07/2011 | Locarno, Moon & Stars Festival    | Svizzera (bandiera)    | Svizzera        |
| 76     | 17/07/2011 | Monaco di Baviera, Tollwood       | Germania (bandiera)    | Germania        |
| 77     | 15/12/2011 | Pavilhao Atlantico, Lisbona       | Portogallo (bandiera)  | Portogallo      |

### The Bare Bones Tour 2011 / Australia  -(date)
| Numero | Data       | Luogo                       | Bandiera             | Nazione   |
| ------ | ---------- | --------------------------- | -------------------- | --------- |
| 78     | 15/09/2011 | Melbourne, Palais Theatre   | Australia (bandiera) | Australia |
| 79     | 16/09/2011 | Melbourne, Palais Theatre   | Australia (bandiera) | Australia |
| 80     | 17/09/2011 | Sydney, Sydney Opera House  | Australia (bandiera) | Australia |
| 81     | 18/09/2011 | Sydney, Sydney Opera House  | Australia (bandiera) | Australia |
| 82     | 19/09/2011 | Sydney, Sydney Opera House  | Australia (bandiera) | Australia |
| 83     | 20/09/2011 | Brisbane, QPAC Concert Hall | Australia (bandiera) | Australia |
| 84     | 21/09/2011 | Brisbane, QPAC Concert Hall | Australia (bandiera) | Australia |
| 85     | 22/09/2011 | Newcastle, Teatro Civico    | Australia (bandiera) | Australia |

### The Bare Bones Tour 2011 / Waking Up The Neighbours 20th Anniversary Tour - India & Nepal  -(date)
| Numero | Data       | Luogo                                             | Bandiera              | Nazione    |
| ------ | ---------- | ------------------------------------------------- | --------------------- | ---------- |
| 86     | 11/02/2011 | Pune, Amanora Township a Magarpatta               | India (bandiera)      | India      |
| 87     | 12/02/2011 | Mumbai, MMRDA Grounds                             | India (bandiera)      | India      |
| 88     | 13/02/2011 | Bangalore, Palace Grounds                         | India (bandiera)      | India      |
| 89     | 15/02/2011 | Nuova Delhi, NSIC Stadium, Okhla                  | India (bandiera)      | India      |
| 90     | 16/02/2011 | Hyderabad, HITEX Exhibition Center                | India (bandiera)      | India      |
| 91     | 17/02/2011 | Dacca, National Stadium Bangabandhu               | Bangladesh (bandiera) | Bangladesh |
| 92     | 18/02/2011 | Dacca, Hall Of Fame, Centro Congressi Bangabandhu | Bangladesh (bandiera) | Bangladesh |
| 93     | 19/02/2011 | Katmandu, Dashrath Stadium                        | Nepal (bandiera)      | Nepal      |

### The Bare Bones Tour 2011 / Bahamas  -(data)
| Numero | Data      | Luogo                     | Bandiera           | Nazione |
| ------ | --------- | ------------------------- | ------------------ | ------- |
| 94     | 5/11/2011 | Paradise Island, Atlantis | Bahamas (bandiera) | Bahamas |

### Killing Cancer Charity Concert 2011 -(date)
| Numero | Data       | Luogo                      | Bandiera               | Nazione     |
| ------ | ---------- | -------------------------- | ---------------------- | ----------- |
| 95     | 13/01/2011 | Londra, Hammersmith Apollo | Regno Unito (bandiera) | Regno Unito |
| 96     | 22/01/2011 | Londra, The Guildhall      | Regno Unito (bandiera) | Regno Unito |

## The Bare Bones Tour 2012 / U.S.A. -(date)
| Numero | Data       | Luogo                                                 | Bandiera               | Nazione               |
| ------ | ---------- | ----------------------------------------------------- | ---------------------- | --------------------- |
| 1      | 17/01/2012 | Chicago, Illinois, Chicago Theatre                    | Stati Uniti (bandiera) | Stati Uniti d'America |
| 2      | 18/01/2012 | Springfield, MO, Gilloz Theatre                       | Stati Uniti (bandiera) | Stati Uniti d'America |
| 3      | 20/01/2012 | Syracuse, New York, Crouse Hinds Theatre              | Stati Uniti (bandiera) | Stati Uniti d'America |
| 4      | 21/01/2012 | Rochester, New York, Auditorium Theater               | Stati Uniti (bandiera) | Stati Uniti d'America |
| 5      | 22/01/2012 | Shippensburg, PA, H. Ric Luhrs Performing Arts Center | Stati Uniti (bandiera) | Stati Uniti d'America |
| 6      | 23/03/2012 | N. Bethesda, MD, Strathmore Theater                   | Stati Uniti (bandiera) | Stati Uniti d'America |
| 7      | 25/01/2012 | Tuscaloosa, AL, Bama Theatre                          | Stati Uniti (bandiera) | Stati Uniti d'America |
| 8      | 26/01/2012 | Baton Rouge, Louisiana, River Center Theater          | Stati Uniti (bandiera) | Stati Uniti d'America |
| 9      | 27/01/2012 | Beaumont, Texas, Julie Rogers Theatre                 | Stati Uniti (bandiera) | Stati Uniti d'America |
| 10     | 28/01/2012 | Dallas, Texas, Majestic Theatre                       | Stati Uniti (bandiera) | Stati Uniti d'America |
| 11     | 17/09/2012 | Omaha, Nebraska, Kiewit Concert Hall                  | Stati Uniti (bandiera) | Stati Uniti d'America |
| 12     | 18/09/2012 | Columbia, MO, Jesse Auditorium                        | Stati Uniti (bandiera) | Stati Uniti d'America |
| 13     | 19/09/2012 | Kansas City, Missouri, Uptown Theater                 | Stati Uniti (bandiera) | Stati Uniti d'America |
| 14     | 20/09/2012 | St. Louis, Missouri, Anheuser Busch                   | Stati Uniti (bandiera) | Stati Uniti d'America |
| 15     | 21/09/2012 | Wichita, Kansas, Orpheum Theatre                      | Stati Uniti (bandiera) | Stati Uniti d'America |
| 16     | 22/09/2012 | Denver, Colorado, Paramount Theatre                   | Stati Uniti (bandiera) | Stati Uniti d'America |
| 17     | 13/09/2012 | Thousand Oaks, CA, Fred Kavil Theatre                 | Stati Uniti (bandiera) | Stati Uniti d'America |
| 18     | 14/10/2012 | San Diego, CA, Spreckels Theatre                      | Stati Uniti (bandiera) | Stati Uniti d'America |
| 19     | 15/10/2012 | Las Vegas, Nevada, Smith Center Reynolds              | Stati Uniti (bandiera) | Stati Uniti d'America |
| 20     | 16/10/2012 | Tucson, Arizona, Fox Theatre Tucson                   | Stati Uniti (bandiera) | Stati Uniti d'America |
| 21     | 10/12/2012 | Tulsa, OK, Brady Theatre                              | Stati Uniti (bandiera) | Stati Uniti d'America |
| 22     | 11/12/2012 | Lubbock, Texas, Civic Auditorium                      | Stati Uniti (bandiera) | Stati Uniti d'America |
| 23     | 12/12/2012 | El Paso, TX, Plaza Theater                            | Stati Uniti (bandiera) | Stati Uniti d'America |
| 24     | 13/12/2012 | Midland, Texas, Wagner Noel PAC                       | Stati Uniti (bandiera) | Stati Uniti d'America |
| 25     | 14/12/2012 | San Antonio, TX, Majestic Theater                     | Stati Uniti (bandiera) | Stati Uniti d'America |
| 26     | 15/12/2012 | Austin, Texas, ACL Moody Theater                      | Stati Uniti (bandiera) | Stati Uniti d'America |
| 27     | 16/12/2012 | Stafford, Texas, Stafford Center                      | Stati Uniti (bandiera) | Stati Uniti d'America |

### The Bare Bones Tour 2012 / - Waking Up the Neighbours 20th Anniversary Tour  / Europa -(date)
| Numero | Data       | Luogo                             | Bandiera               | Nazione         |
| ------ | ---------- | --------------------------------- | ---------------------- | --------------- |
| 28     | 17/03/12   | The Zenith, Parigi                | Francia (bandiera)     | Francia         |
| 29     | 19/03/12   | The Ahoy, Rotterdam               | Paesi Bassi (bandiera) | Paesi Bassi     |
| 30     | 20/03/12   | Sportpaleis, Anversa              | Belgio (bandiera)      | Belgio          |
| 31     | 21/03/12   | Lanxess Arena, Colonia            | Germania (bandiera)    | Germania        |
| 32     | 23/03/12   | HALLENSTADION, Zurigo             | Svizzera (bandiera)    | Svizzera        |
| 33     | 24/03/12   | Arena Nuernberger, Norimberga     | Germania (bandiera)    | Germania        |
| 34     | 28/03/12   | Schleyehalle, Stoccarda           | Germania (bandiera)    | Germania        |
| 35     | 29/03/12   | SAP Arena, Mannheim               | Germania (bandiera)    | Germania        |
| 36     | 30/03/12   | Olympiahalle, Monaco di Baviera   | Germania (bandiera)    | Germania        |
| 37     | 31/03/12   | Kleine Scheidegg, Snowpen Air     | Svizzera (bandiera)    | Svizzera        |
| 38     | 02/06/12   | Rock In Rio Festival, Lisbona     | Portogallo (bandiera)  | Portogallo      |
| 39     | 27/06/12   | Ice Palac, San Pietroburgo        | Russia (bandiera)      | Russia          |
| 40     | 29/06/12   | Crocus City Hall, Mosca           | Russia (bandiera)      | Russia          |
| 41     | 02/07/12   | Arena Riga, Riga                  | Lettonia (bandiera)    | Lettonia        |
| 42     | 03/07/12   | Siemens Arena, Vilnius            | Lituania (bandiera)    | Lituania        |
| 43     | 05/07/12   | Stadhalle, Vienna                 | Austria (bandiera)     | Austria         |
| 44     | 06/07/12   | Arena, Salisburgo                 | Austria (bandiera)     | Austria         |
| 45     | 07/07/12   | Summer Sound Festival, Sursee     | Svizzera (bandiera)    | Svizzera        |
| 46     | 26/07/12   | Pawillion 5, Poznań               | Polonia (bandiera)     | Polonia         |
| 47     | 27/07/12   | Benadska NOC, Areal Vesec-Liberec | Rep. Ceca (bandiera)   | Repubblica Ceca |
| 48     | 28/07/12   | NTC Arena, Bratislava             | Slovacchia (bandiera)  | Slovacchia      |
| 49     | 29/07/12   | Papp Laszlo Sportarena, Budapest  | Ungheria (bandiera)    | Ungheria        |
| 50     | 03/08/12   | Konsertfesten, Sundsvall          | Svezia (bandiera)      | Svezia          |
| 51     | 04/08/12   | Rauma Rock, Andalsnes             | Norvegia (bandiera)    | Norvegia        |
| 52     | 05/08/12   | Kulasparken, Sarpsborg            | Norvegia (bandiera)    | Norvegia        |
| 53     | 07/08/12   | Outdoor Park, Linköping           | Svezia (bandiera)      | Svezia          |
| 54     | 08/08/12   | Smukfest.dk, Skanderborg          | Danimarca (bandiera)   | Danimarca       |
| 55     | 29/11/2012 | Zurigo, Volkshau                  | Svizzera (bandiera)    | Svizzera        |
| 56     | 30/11/2012 | Salisburgo, Haus Fur Mozart       | Austria (bandiera)     | Austria         |

### The Bare Bones Tour 2012 / - Waking Up the Neighbours 20th Anniversary Tour  / Canada  -(date)
| Numero | Data     | Luogo                                       | Bandiera          | Nazione |
| ------ | -------- | ------------------------------------------- | ----------------- | ------- |
| 57     | 11/04/12 | Mile One Centre, St. John's, NL             | Canada (bandiera) | Canada  |
| 58     | 14/04/12 | Credit Union Place, Summerside, PE          | Canada (bandiera) | Canada  |
| 59     | 15/04/12 | Metro Centre, Halifax, NS                   | Canada (bandiera) | Canada  |
| 60     | 17/04/12 | Bell Centre, Montréal, QC                   | Canada (bandiera) | Canada  |
| 61     | 18/04/12 | Centre Georges Vezina, Chicoutimi, QC       | Canada (bandiera) | Canada  |
| 62     | 19/04/12 | Colisee Pepsi, Québec, QC                   | Canada (bandiera) | Canada  |
| 63     | 02/05/12 | K-Rock Centre, Kingston, ON                 | Canada (bandiera) | Canada  |
| 64     | 03/05/12 | Air Canada Centre, Toronto, ON              | Canada (bandiera) | Canada  |
| 65     | 04/05/12 | Scotiabank Place, Ottawa, ON                | Canada (bandiera) | Canada  |
| 66     | 05/05/12 | John Labatt Centre, London, ON              | Canada (bandiera) | Canada  |
| 67     | 07/05/12 | Sudbury Arena, Sudbury, ON                  | Canada (bandiera) | Canada  |
| 68     | 08/05/12 | Essar Centre, Sault Ste Marie, ON           | Canada (bandiera) | Canada  |
| 69     | 09/05/12 | Fort William Gardens, Thunder Bay, ON       | Canada (bandiera) | Canada  |
| 70     | 15/06/12 | Save-On-Foods Memorial Centre, Victoria, BC | Canada (bandiera) | Canada  |
| 71     | 16/06/12 | Rogers Arena, Vancouver, BC                 | Canada (bandiera) | Canada  |
| 72     | 17/06/12 | Interior Savings Centre, Kamloops, BC       | Canada (bandiera) | Canada  |
| 73     | 19/06/12 | Rexall Place, Edmonton, AB                  | Canada (bandiera) | Canada  |
| 74     | 20/06/12 | Scotiabank Saddledome, Calgary, AB          | Canada (bandiera) | Canada  |
| 75     | 21/06/12 | Brandt Centre, Regina, SK                   | Canada (bandiera) | Canada  |
| 76     | 22/06/12 | MTS Centre, Winnipeg, MB                    | Canada (bandiera) | Canada  |
| 77     | 15/09/12 | Stanley Park, Vancouver, BC                 | Canada (bandiera) | Canada  |

### The Bare Bones Tour 2012 / - Waking Up the Neighbours 20th Anniversary Tour 2011/2012 / Giappone -(date)
| Numero | Data     | Luogo                | Bandiera            | Nazione  |
| ------ | -------- | -------------------- | ------------------- | -------- |
| 78     | 13/02/12 | Castle Hall, Osaka   | Giappone (bandiera) | Giappone |
| 79     | 14/02/12 | Century Hall, Nagoya | Giappone (bandiera) | Giappone |
| 80     | 15/02/12 | Budokan, Tokyo       | Giappone (bandiera) | Giappone |
| 81     | 16/02/12 | Budokan, Tokyo       | Giappone (bandiera) | Giappone |

### The Bare Bones Tour 2012 / - Waking Up the Neighbours 20th Anniversary Tour  / Messico -(date)
| Numero | Data     | Luogo                                | Bandiera           | Nazione |
| ------ | -------- | ------------------------------------ | ------------------ | ------- |
| 82     | 18/10/12 | Monterrey Arena, Monterrey           | Messico (bandiera) | Messico |
| 83     | 20/10/12 | Mexico City Arena, Città del Messico | Messico (bandiera) | Messico |

### The Bare Bones Tour 2012 / Olympia Theatre Dublin - Royal Albert Hall  -(data)
| Numero | Data       | Luogo                     | Bandiera               | Nazione     |
| ------ | ---------- | ------------------------- | ---------------------- | ----------- |
| 84     | 28/10/2012 | Dublino, Olympia Theatre  | Irlanda (bandiera)     | Irlanda     |
| 85     | 29/10/2012 | Londra, Royal Albert Hall | Regno Unito (bandiera) | Regno Unito |

## The Bare Bones Tour 2013 - Waking Up the Neighbours 20th Anniversary Tour / Australia e Nuova Zelanda -(date)
| Numero | Data       | Luogo                                     | Bandiera                 | Nazione       |
| ------ | ---------- | ----------------------------------------- | ------------------------ | ------------- |
| 1      | 18/04/2013 | Wollongong, WIN Entertainment Centre      | Australia (bandiera)     | Australia     |
| 2      | 19/04/2013 | Sydney, Sydney Entertainment Centre       | Australia (bandiera)     | Australia     |
| 3      | 20/04/2013 | Melbourne, Rod Laver Arena                | Australia (bandiera)     | Australia     |
| 4      | 22/04/2013 | Wellington, Michael Fowler Centre         | Nuova Zelanda (bandiera) | Nuova Zelanda |
| 5      | 23/04/2013 | Auckland, Teatro Civico                   | Nuova Zelanda (bandiera) | Nuova Zelanda |
| 6      | 24/04/2013 | Adelaide, Entertainment Centre            | Australia (bandiera)     | Australia     |
| 7      | 26/04/2013 | Newcastle, Newcastle Entertainment Centre | Australia (bandiera)     | Australia     |
| 8      | 27/04/2013 | Brisbane, Brisbane Entertainment Centre   | Australia (bandiera)     | Australia     |

### The Bare Bones Tour 2013 - Waking Up the Neighbours 20th Anniversary Tour / Europa -(data)
| Numero | Data       | Luogo                                   | Bandiera               | Nazione     |
| ------ | ---------- | --------------------------------------- | ---------------------- | ----------- |
| 9      | 4/03/2013  | Oslo, Old Opera House                   | Norvegia (bandiera)    | Norvegia    |
| 10     | 5/03/2013  | Stoccolma, Concert House                | Svezia (bandiera)      | Svezia      |
| 11     | 6/03/2013  | Copenaghen, Concert House               | Danimarca (bandiera)   | Danimarca   |
| 12     | 8/03/2013  | Esbjerg, Musikhuset                     | Danimarca (bandiera)   | Danimarca   |
| 13     | 9/03/2013  | Skive, Kulturcenter Limfjord            | Danimarca (bandiera)   | Danimarca   |
| 14     | 10/03/2013 | Brema, Music Theatre                    | Germania (bandiera)    | Germania    |
| 15     | 11/03/2013 | Berlino, Konzerthause                   | Germania (bandiera)    | Germania    |
| 16     | 25/05/2013 | Sønderborg, Castle Augustenborg         | Danimarca (bandiera)   | Danimarca   |
| 17     | 26/05/2013 | Jelling, Jelling Musik Festival         | Danimarca (bandiera)   | Danimarca   |
| 18     | 14/06/2013 | Helsinki, Kaisaniemi Park               | Finlandia (bandiera)   | Finlandia   |
| 19     | 15/06/2013 | Tallinn, Rock Summer Festival Grounds   | Estonia (bandiera)     | Estonia     |
| 20     | 19/06/2013 | Hannover, Parkbuehne                    | Germania (bandiera)    | Germania    |
| 21     | 20/06/2013 | Amburgo, Stadtpark                      | Germania (bandiera)    | Germania    |
| 22     | 21/06/2013 | Bielefeld, Soundpark                    | Germania (bandiera)    | Germania    |
| 23     | 22/06/2013 | Magonza, Zollhafen-Nordmole             | Germania (bandiera)    | Germania    |
| 24     | 10/07/2013 | Lucca, Lucca Summer Festival            | Italia (bandiera)      | Italia      |
| 25     | 11/07/2013 | Zurigo, Live At Sunset                  | Svizzera (bandiera)    | Svizzera    |
| 26     | 12/07/2013 | Locarno, Moon & Stars Festival          | Svizzera (bandiera)    | Svizzera    |
| 27     | 14/07/2013 | Guildford, Magic Summer Live Stoke Park | Regno Unito (bandiera) | Regno Unito |
| 28     | 24/07/2013 | Marbella, StarLite Festival             | Spagna (bandiera)      | Spagna      |
| 29     | 16/09/2013 | Zurigo, Volkshaus                       | Svizzera (bandiera)    | Svizzera    |
| 30     | 17/09/2013 | Basilea, Event Halle                    | Svizzera (bandiera)    | Svizzera    |
| 31     | 18/09/2013 | Rotterdam, De Doelen                    | Paesi Bassi (bandiera) | Paesi Bassi |
| 32     | 19/09/2013 | Bruxelles, Cirque Real                  | Belgio (bandiera)      | Belgio      |
| 33     | 20/09/2013 | Parigi, Olympia Theatre                 | Francia (bandiera)     | Francia     |
| 34     | 21/09/2013 | Lussemburgo, Salle Philharmonique       | Lussemburgo (bandiera) | Lussemburgo |

### The Bare Bones Tour 2013 / U.S.A. -(date)
| Numero | Data       | Luogo                                          | Bandiera               | Nazione               |
| ------ | ---------- | ---------------------------------------------- | ---------------------- | --------------------- |
| 35     | 20/01/2013 | Atlanta, Georgia, Cobb Energy Centre           | Stati Uniti (bandiera) | Stati Uniti d'America |
| 36     | 21/01/2013 | Charlotte, NC, Cavaliere Theatre               | Stati Uniti (bandiera) | Stati Uniti d'America |
| 37     | 22/01/2013 | Raleigh, NC, Meymandi Concert Hall             | Stati Uniti (bandiera) | Stati Uniti d'America |
| 38     | 23/01/2013 | Roanoke, VA,                                   | Stati Uniti (bandiera) | Stati Uniti d'America |
| 39     | 24/01/2013 | Virginia Beach, VA, Sandler                    | Stati Uniti (bandiera) | Stati Uniti d'America |
| 40     | 25/01/2013 | Filadelfia, Pennsylvania, Merriam Theatre      | Stati Uniti (bandiera) | Stati Uniti d'America |
| 41     | 26/01/2013 | Washington, DC,                                | Stati Uniti (bandiera) | Stati Uniti d'America |
| 42     | 17/05/2013 | Miami, Florida, Olympia Theatre                | Stati Uniti (bandiera) | Stati Uniti d'America |
| 43     | 18/05/2013 | Sarasota, Florida, Van Wezel PAC               | Stati Uniti (bandiera) | Stati Uniti d'America |
| 43     | 19/05/2013 | Daytona Beach, FL, Peabody Auditorium          | Stati Uniti (bandiera) | Stati Uniti d'America |
| 44     | 20/05/2013 | Pensacola, FL, Saenger Theatre                 | Stati Uniti (bandiera) | Stati Uniti d'America |
| 45     | 21/05/2013 | Nashville, TN, Ryman Auditorium                | Stati Uniti (bandiera) | Stati Uniti d'America |
| 46     | 22/05/2013 | Memphis, TN, Germantown PAC                    | Stati Uniti (bandiera) | Stati Uniti d'America |
| 47     | 9/08/2013  | Shreveport, LA, Strand Theatre                 | Stati Uniti (bandiera) | Stati Uniti d'America |
| 48     | 10/08/2013 | New Orleans, LA, Mahalia Jackson Theatre       | Stati Uniti (bandiera) | Stati Uniti d'America |
| 49     | 11/08/2013 | Jackson, Thalia Mara                           | Stati Uniti (bandiera) | Stati Uniti d'America |
| 50     | 12/08/2013 | Birmingham, AL, BJCC Theater                   | Stati Uniti (bandiera) | Stati Uniti d'America |
| 51     | 13/08/2013 | Chattanooga, TN, Tivoli Theatre                | Stati Uniti (bandiera) | Stati Uniti d'America |
| 52     | 14/08/2013 | Louisville, KY, Teatro Brown                   | Stati Uniti (bandiera) | Stati Uniti d'America |
| 53     | 15/08/2013 | Charleston, VW, Argilla Center                 | Stati Uniti (bandiera) | Stati Uniti d'America |
| 54     | 14/10/2013 | San Francisco, CA, Warfield Theatre            | Stati Uniti (bandiera) | Stati Uniti d'America |
| 55     | 15/10/2013 | Modesto, CA, Rogers Theatre                    | Stati Uniti (bandiera) | Stati Uniti d'America |
| 56     | 16/10/2013 | Reno, NV, Pioneer Theatre                      | Stati Uniti (bandiera) | Stati Uniti d'America |
| 57     | 17/10/2013 | Santa Rosa, CA, Wells Fargo Ctr - Pearson      | Stati Uniti (bandiera) | Stati Uniti d'America |
| 58     | 18/10/2013 | Bakersfield, CA, Majestic Theatre              | Stati Uniti (bandiera) | Stati Uniti d'America |
| 59     | 19/10/2013 | Long Beach, CA, Terrazza Theatre               | Stati Uniti (bandiera) | Stati Uniti d'America |
| 60     | 20/10/2013 | Rancho Mirage, CA, Agua Caliente Casino        | Stati Uniti (bandiera) | Stati Uniti d'America |
| 61     | 20/11/2013 | New Brunswick, New Jersey,                     | Stati Uniti (bandiera) | Stati Uniti d'America |
| 62     | 21/11/2013 | Wheeling, WV, Capital Theater                  | Stati Uniti (bandiera) | Stati Uniti d'America |
| 63     | 22/11/2013 | Columbus, OH, Ohio Theater                     | Stati Uniti (bandiera) | Stati Uniti d'America |
| 64     | 23/11/2013 | Buffalo, NY,                                   | Stati Uniti (bandiera) | Stati Uniti d'America |
| 65     | 24/11/2013 | Reading, PA, Sovereign PAC                     | Stati Uniti (bandiera) | Stati Uniti d'America |
| 66     | 25/11/2013 | Kingston, NY, Ulster PAC                       | Stati Uniti (bandiera) | Stati Uniti d'America |
| 67     | 26/11/2013 | New York, NY, Carnegie Hall - Auditorium Stern | Stati Uniti (bandiera) | Stati Uniti d'America |
| 68     | 6/12/2013  | Boston, MA, Shubert Theatre                    | Stati Uniti (bandiera) | Stati Uniti d'America |
| 69     | 7/12/2013  | Binghamton, NY, Forum                          | Stati Uniti (bandiera) | Stati Uniti d'America |
| 70     | 8/12/2013  | Hartford, CT, Mortensen Sala                   | Stati Uniti (bandiera) | Stati Uniti d'America |
| 71     | 9/12/2013  | Albany, NY, Hart Theatre a Egg                 | Stati Uniti (bandiera) | Stati Uniti d'America |
| 72     | 10/12/2013 | Wilkes-Barre, PA, FM Kirby Center              | Stati Uniti (bandiera) | Stati Uniti d'America |
| 73     | 11/12/2013 | York, PA, The Strand                           | Stati Uniti (bandiera) | Stati Uniti d'America |
| 74     | 12/12/2013 | Greenvale, NY, Tilles Center                   | Stati Uniti (bandiera) | Stati Uniti d'America |

## The Bare Bones Tour 2014 / Sudafrica & Africa -(date)
| Numero | Data       | Luogo                                   | Bandiera             | Nazione   |
| ------ | ---------- | --------------------------------------- | -------------------- | --------- |
| 1      | 24/01/2014 | Harare, International Conference Centre | Zimbabwe (bandiera)  | Zimbabwe  |
| 2      | 25/01/2014 | Johannesburg, Carnival City Casino      | Sudafrica (bandiera) | Sudafrica |
| 3      | 26/01/2014 | Johannesburg, Carnival City Casino      | Sudafrica (bandiera) | Sudafrica |
| 4      | 28/01/2014 | Città del Capo, Grand West Casino       | Sudafrica (bandiera) | Sudafrica |
| 5      | 29/01/2014 | Port Elizabeth, Feather Market Centre   | Sudafrica (bandiera) | Sudafrica |
| 6      | 30/01/2014 | Port Elizabeth, Feather Market Centre   | Sudafrica (bandiera) | Sudafrica |
| 7      | 31/01/2014 | Durban, ICC                             | Sudafrica (bandiera) | Sudafrica |

### The Bare Bones Tour 2014 / Waking Up The Neighbours 20th Anniversary Tour - Canada -(date)
| Numero | Data       | Luogo                                                | Bandiera          | Nazione |
| ------ | ---------- | ---------------------------------------------------- | ----------------- | ------- |
| 8      | 17/02/2014 | Winnipeg, Manitoba, Centennial Concert Hall          | Canada (bandiera) | Canada  |
| 9      | 18/02/2014 | Prince Albert, Saskatchewan, E.A. Rawlingson Centre  | Canada (bandiera) | Canada  |
| 10     | 19/02/2014 | Regina, Saskatchewan, Conexus Art Centre             | Canada (bandiera) | Canada  |
| 11     | 20/02/2014 | Medicine Hat, Alberta, Esplanade Theatre             | Canada (bandiera) | Canada  |
| 12     | 21/02/2014 | Saskatoon, Saskatchewan, TCU Place                   | Canada (bandiera) | Canada  |
| 13     | 24/02/2014 | Trail, B.C. , Charles Bailey Theatre                 | Canada (bandiera) | Canada  |
| 14     | 25/02/2014 | Vernon, B.C. , Performing Art Centre                 | Canada (bandiera) | Canada  |
| 15     | 25/04/2014 | St. John's, Newfoundland, Mile One Centre            | Canada (bandiera) | Canada  |
| 16     | 26/04/2014 | St. John's, Newfoundland, Mile One Centre            | Canada (bandiera) | Canada  |
| 17     | 18/04/2014 | Sydney, Nuova Scozia, Centre 200                     | Canada (bandiera) | Canada  |
| 18     | 29/04/2014 | Summerside, Prince Edward Island, Credit Union Place | Canada (bandiera) | Canada  |
| 19     | 30/04/2014 | Moncton, Nuovo Brunswick, Moncton Coliseum           | Canada (bandiera) | Canada  |
| 20     | 3/05/2014  | Saint John, Nuovo Brunswick, Harbour Station         | Canada (bandiera) | Canada  |
| 21     | 9/07/2014  | Calgary, Alberta, The Stampede Roundup               | Canada (bandiera) | Canada  |
| 22     | 12/07/2014 | Kitchener, Ontario, BIG MUSIC FEST McLennan Park     | Canada (bandiera) | Canada  |
| 23     | 13/07/2014 | Québec, Québec, Festival d'eté de Québec             | Canada (bandiera) | Canada  |
| 24     | 18/07/2014 | Saskatoon, Saskatchewan, Prairieland Park            | Canada (bandiera) | Canada  |

### The Bare Bones Tour 2014 / U.S.A. -(date)
| Numero | Data       | Luogo                                                              | Bandiera               | Nazione               |
| ------ | ---------- | ------------------------------------------------------------------ | ---------------------- | --------------------- |
| 25     | 25/03/2014 | Des Moines, Iowa, Hoyt Sherman Place                               | Stati Uniti (bandiera) | Stati Uniti d'America |
| 26     | 26/03/2014 | Sioux Falls, Dakota del Sud, Washington Pavilion - Sommervold Hall | Stati Uniti (bandiera) | Stati Uniti d'America |
| 27     | 27/03/2014 | Davenport, Iowa, Adler Theatre                                     | Stati Uniti (bandiera) | Stati Uniti d'America |
| 28     | 28/03/2014 | Rockford, Ill, Coronado Performing Arts Center                     | Stati Uniti (bandiera) | Stati Uniti d'America |
| 29     | 29/03/2014 | Saginaw, Michigan, Dow Heritage Theatre                            | Stati Uniti (bandiera) | Stati Uniti d'America |
| 30     | 30/03/2014 | Grand Rapids, Michigan, Devos Hall                                 | Stati Uniti (bandiera) | Stati Uniti d'America |
| 31     | 4/05/2014  | Portaland, Maine, Cumberland Civic Centre                          | Stati Uniti (bandiera) | Stati Uniti d'America |
| 32     | 5/05/2014  | Providence, Rhode Island, Veterans Memorial Auditorium             | Stati Uniti (bandiera) | Stati Uniti d'America |
| 33     | 19/10/2014 | Minneapolis, Minnesota, State Theater                              | Stati Uniti (bandiera) | Stati Uniti d'America |
| 34     | 20/10/2014 | Chicago, Illinois, Chicago Theater                                 | Stati Uniti (bandiera) | Stati Uniti d'America |
| 35     | 21/10/2014 | Detroit, Michigan, Fox Theater                                     | Stati Uniti (bandiera) | Stati Uniti d'America |
| 36     | 22/10/2014 | Cleveland, Ohio, Palace Theater                                    | Stati Uniti (bandiera) | Stati Uniti d'America |
| 37     | 23/10/2014 | Filadelfia, Pennsylvania, Palace Theater                           | Stati Uniti (bandiera) | Stati Uniti d'America |
| 38     | 24/10/2014 | Washington, DC, National Theater                                   | Stati Uniti (bandiera) | Stati Uniti d'America |
| 39     | 25/10/2014 | New York, New York, Theatre at MSG                                 | Stati Uniti (bandiera) | Stati Uniti d'America |

### The Bare Bones Tour 2014 / Waking Up The Neighbours 20th Anniversary Tour - Europa & Regno Unito -(date)
| Numero | Data       | Luogo                                           | Bandiera               | Nazione         |
| ------ | ---------- | ----------------------------------------------- | ---------------------- | --------------- |
| 40     | 22/05/2014 | Copenaghen, Royal Theatre                       | Danimarca (bandiera)   | Danimarca       |
| 41     | 23/05/2014 | Vejle, Musikteater                              | Danimarca (bandiera)   | Danimarca       |
| 42     | 24/05/2014 | Odense, Concerthouse                            | Danimarca (bandiera)   | Danimarca       |
| 43     | 25/04/2014 | Aarhus, Musikhuset                              | Danimarca (bandiera)   | Danimarca       |
| 44     | 29/05/2014 | Oslo, Old Opera House                           | Norvegia (bandiera)    | Norvegia        |
| 45     | 30/05/2014 | Aalborg, Kongrescenter                          | Danimarca (bandiera)   | Danimarca       |
| 46     | 13/06/2014 | Bensheim, Hessentagsarena                       | Germania (bandiera)    | Germania        |
| 47     | 14/06/2014 | Murten, Stars Of Sounds Festival                | Svizzera (bandiera)    | Svizzera        |
| 48     | 15/06/2014 | Tüßling, Schlosspark                            | Germania (bandiera)    | Germania        |
| 49     | 18/06/2014 | Brno, Velodrom                                  | Rep. Ceca (bandiera)   | Repubblica Ceca |
| 50     | 19/06/2014 | Klam, Clam Castle                               | Austria (bandiera)     | Austria         |
| 51     | 20/06/2014 | Salem, Schloss Salem Festival                   | Germania (bandiera)    | Germania        |
| 52     | 21/06/2014 | Hinwil, Rock The Ring Festival                  | Svizzera (bandiera)    | Svizzera        |
| 53     | 22/06/2014 | Bad Kissingen, Luitpoldpark                     | Germania (bandiera)    | Germania        |
| 54     | 28/06/2014 | Cork, Live at the Marquee                       | Irlanda (bandiera)     | Irlanda         |
| 55     | 29/06/2014 | Westport, Co Mayo, Westport House               | Irlanda (bandiera)     | Irlanda         |
| 56     | 31/07/2014 | Rotterdam, De Doelen                            | Paesi Bassi (bandiera) | Paesi Bassi     |
| 57     | 1/08/2014  | Gand, Capitole                                  | Belgio (bandiera)      | Belgio          |
| 58     | 2/08/2014  | Lilla, Theatre Sebastopol                       | Francia (bandiera)     | Francia         |
| 59     | 3/08/2014  | Strasburgo, Salle Erasme                        | Francia (bandiera)     | Francia         |
| 60     | 4/08/2014  | Annecy, L'Arcadium                              | Francia (bandiera)     | Francia         |
| 61     | 5/08/2014  | Monte Carlo, Cession Festival                   | Monaco (bandiera)      | Monaco          |
| 62     | 7/08/2014  | Palafrugell, Jardi Botanic de Cap Roig Festival | Spagna (bandiera)      | Spagna          |
| 63     | 9/08/2014  | Reykjavík, Harpa (Eldborg)                      | Islanda (bandiera)     | Islanda         |
| 64     | 10/08/2014 | Reykjavík, Harpa (Eldborg)                      | Islanda (bandiera)     | Islanda         |
| 65     | 8/09/2014  | Plymouth, Pavilion                              | Regno Unito (bandiera) | Regno Unito     |
| 66     | 9/09/2014  | Bristol, Colston Halls                          | Regno Unito (bandiera) | Regno Unito     |
| 67     | 10/09/2014 | Brighton, Brighton Centre                       | Regno Unito (bandiera) | Regno Unito     |
| 68     | 12/09/2014 | Southend-on-Sea, Cliffs Pavillion               | Regno Unito (bandiera) | Regno Unito     |
| 69     | 13/09/2014 | Bournemouth, BIC                                | Regno Unito (bandiera) | Regno Unito     |
| 70     | 16/09/2014 | Castlebar, Royal Theatre                        | Irlanda (bandiera)     | Irlanda         |
| 71     | 17/09/2014 | Belfast, Waterfront Hall                        | Irlanda (bandiera)     | Irlanda         |
| 72     | 18/09/2014 | Belfast, Waterfront Hall                        | Irlanda (bandiera)     | Irlanda         |

## Band di supporto
- Bryan Adams - chitarra, cantante
- Keith Scott - chitarra
- Mickey Curry - batteria
- Gary Breit  - tastiere
- Norm Fisher - basso

### Band di supporto - Bare Bones Acoustic Show
- Bryan Adams - chitarra, cantante
- Gary Breit  - pianoforte